# Spandauer Strasse
Spandauer Strasse, tysk stavning: Spandauer Straße, är en 700 meter lång gata i Berlins stadsdel Mitte. Gatan är en av de historiska huvudgatorna i det medeltida Berlin och anlades redan under 1200-talet.

## Sträckning
Gatan leder från Garnisonkirchplatz vid Hackescher Markts station i nordväst till Molkenmarkt i sydost. På vägen korsar den Karl-Liebknecht-Strasse, leder förbi Marx-Engels-Forum och Neptunbrunnen till korsningen med Rathausstrasse. Här leder gatan vidare mellan Rotes Rathaus, Berlins rådhus, och det under DDR-tiden rekonstruerade medeltida kvarteret Nikolaiviertel. Vid gatans södra ände vid Molkenmarkt korsas den av Grunerstrasse, som här utgör del av trafikleden Bundesstrasse 1. På andra sidan Molkenmarkt övergår den i Stralauer Strasse.

## Historia

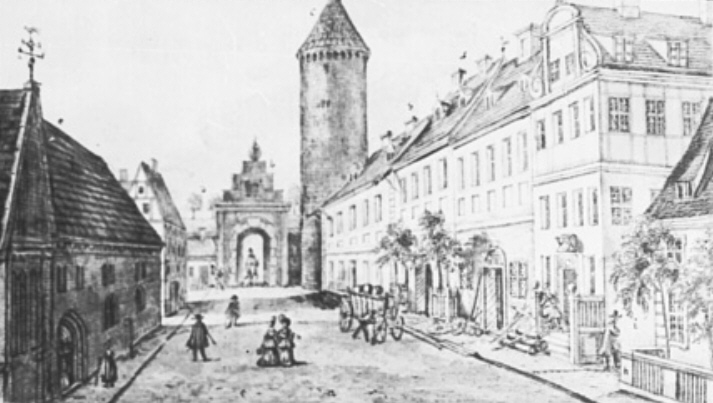
Vy mot Spandauer Tor omkring år 1700. Till höger om porten står Pulverturm som förstördes i en explosion 1720.

Ursprungligen låg Berlins medeltida nordvästra stadsport, Spandauer Tor, i gatans nordvästra ände. Namnet Spandauer Strasse syftar därmed på att detta ursprungligen var utfartsvägen mot grannstaden Spandau. Namnet Spandauer Strasse är dock inte ursprungligt. Gatan var under medeltiden sammansatt av flera kortare gator som ledde från stadsporten förbi Neuer Markt (ungefär där Neptunbrunnen står idag), förbi det medeltida rådhuset (strax nordväst om det nuvarande Rotes Rathaus, och söderut till Molkenmarkt. 
När Berlins fästningsvallar anlades i mitten av 1600-talet flyttades stadsporten ett kvarter åt nordost, och gatan slutade nu vid insidan av fästningsvallen. Det förfallna medeltida tornet vid sidan av porten användes som krutförråd och sprängdes i en olycka vid röjningsarbeten 1720, då det omkringliggande kvarteret inklusive Garnisonkirche förstördes och Helgeandshospitalet fick omfattande skador. Av det medeltida Helgeandshospitalet återstår idag kapellet som uppfördes omkring 1300 och därmed är en av de äldsta byggnaderna i Berlin som överlevt världskrigen oskadd. Kapellet är integrerat i Berlins handelshögskolas byggnad från 1906 och byggnadskomplexet används sedan krigsslutet av Humboldtuniversitetet.
Många av de ursprungliga tvärgatorna och gränderna längs med gatan har idag försvunnit. Gatunätet i den medeltida stadskärnan behöll dock sin huvudsakliga form långt in på 1900-talet, medan de flesta byggnaderna gradvis ersattes under årens lopp. Gatan var därmed trots sin relativt blygsamma bredd kraftigt trafikerad under 1800-talet, med hästspårvagnar och genomfartstrafik från Unter der Linden och Hackescher Markt. På 1880-talet anlades därför den nuvarande korsningen med den nyanlagda genomfartsgatan Kaiser-Wilhelm-Strasse, nuvarande Karl-Liebknecht-Strasse. Först i samband med andra världskrigets omfattande bombskador i området kom gatunätet helt att förändras. Omkring Neptunbrunnen låg fram till andra världskriget marknadstorget Neuer Markt. Torget omgavs av Marienviertels medeltida bebyggelse med mindre kvarter och gator som under DDR-epoken ersattes med en öppen plats, med parken Marx-Engels-Forum på andra sidan Spandauer Strasse. Nuvarande Rathausstrasse kallades fram till 1951 Königstrasse och vid den starkt trafikerade korsningen mellan Spandauer Strasse och Königstrasse låg Berlins medeltida rådhus, av vilket spår upptäcktes i samband med byggarbeten för tunnelbanelinjen U5. Det medeltida rådhuset revs på 1860-talet och ersattes med det nuvarande och betydligt större nygotiska Rotes Rathaus.
Längs gatans södra del ligger Nikolaiviertel. Kvarteret bildar Berlins äldsta stadskärna, och var delvis bebyggt redan vid tiden för Nikolaikyrkans uppförande runt 1230. Området låg vid sidan av de stora genomfartsgatorna i Berlin och behöll sitt medeltida gatunät in på 1900-talet. I gathörnet mellan Rathausstrasse och Spandauer Strasse uppfördes 1843 här Kaufhaus Nathan Israel, Berlins äldsta varuhus och ett av de största, som efter flera ombyggnader tog upp kvarterets nordöstra hörn fram till andra världskriget. Varuhuset ariserades under Nazityskland och förstördes i ett bombanfall 1943. Nikolaiviertel låg länge i ruiner efter andra världskriget och planer fanns på att ersätta kvarteret med en turisthamnbassäng för flodtrafiken, vilket dock aldrig genomfördes av kostnadsskäl. Kvarteret fick sin nuvarande utformning med en blandning av rekonstruerade historiska byggnader och modernare betongbostäder i historiserande medeltidsstil i samband med firandet i Östberlin av Berlins 750-årsjubileum 1987.